# Metazygia bahama
Metazygia bahama är en spindelart som beskrevs av Levi 1995. Metazygia bahama ingår i släktet Metazygia och familjen hjulspindlar. Inga underarter finns listade i Catalogue of Life.